# Norris (Automarke)
Norris war eine britische Automobilmarke, die nur 1914 von der Stockport Garage Co. in Stockport (Cheshire) gebaut wurde.
Der Norris war ein Leichtfahrzeug mit Vierzylinder-Reihenmotor.

## Quelle
- David Culshaw & Peter Horrobin: The Complete Catalogue of British Cars 1895–1975. Veloce Publishing plc. Dorchester (1997). ISBN 1-874105-93-6